# Chemiczna analiza strukturalna
Chemiczna analiza strukturalna – zespół technik umożliwiających dokładne ustalenie
struktury chemicznej czystych związków.
Analizę tę przeprowadza się zwykle w przypadku syntezy nowych związków chemicznych, celem ustalenie ich budowy i udowodnienia że badana reakcja chemiczna doprowadziła do pożądanych skutków.
Znacznie rzadziej stosuje się te techniki aby analizować próbki substancji nieznanego pochodzenia, w tym przypadku techniki analizy strukturalnej są stosowane wspólnie z technikami analizy ilościowej i jakościowej.
Najdokładniejszym rodzajem analizy strukturalnej jest analiza widmowa, do której zalicza się m.in.:
- NMR (spektroskopia magnetycznego rezonansu jądrowego)
- Spektroskopia świetlna, Spektroskopia IR, Spektroskopia UV
- Rentgenografia strukturalna
- Spektrometria mas
- Spektroskopia Ramana
- Mikroanaliza